# Île Ruxton
L'île Ruxton ou Ruxton Island est l'une des six îles du groupe des îles De Courcy en Colombie-Britannique. 
Une des îles Gulf du sud de la Colombie-Britannique, elle est située au sud-est de l'Île De Courcy dont elle est séparée par le passage Ruxton,.